# Eugênio de Araújo Sales
Eugênio de Araújo Sales S.C.I. (Acari, 8 de noviembre de 1920 - Río de Janeiro, 9 de julio de 2012), fue un cardenal brasileño, arzobispo emérito de Saõ Sebastião do Rio de Janeiro, ordinario para los fieles de rito oriental residentes en Brasil.
Fue ordenado sacerdote en Natal el 21 de noviembre de 1943. Fue nombrado obispo auxiliar de Río Grande del Norte el 1 de junio de 1954; Titular de Thibica fue ordenado el 15 de agosto de 1954 y luego Administrador Apostólico de Natal (Río Grande del Norte).
Nombrado Administrador Apostólico de São Salvador da Bahía el 9 de julio de 1964, y arzobispo de São Salvador da Bahia el 29 de octubre de 1968.
El 13 de marzo de 1971, fue nombrado arzobispo de São Sebastião do Rio de Janeiro, y al año siguiente nombrado Ordinario para los fieles de rito oriental residentes en Brasil. Se retira el 25 de julio de 2001, siendo nombrado arzobispo emérito de Saõ Sebastião do Rio de Janeiro.
Ordinario emérito para los fieles de rito oriental residentes en Brasil.
Fue creado y proclamado Cardenal por Pablo VI en el consistorio del 28 de abril de 1969, con el título de Ss. Gregorio VII.
Participó en las sesiones (I, II, III y IV) del Concilio Vaticano II, y en el cónclave de 1978, en el que fue elegido Juan Pablo II.